# Tommaso Cannizzaro
(T. Cannizzaro)
Tommaso Cannizzaro (Messina, 17 agosto 1838 – Messina, 25 agosto 1921) è stato un poeta, critico letterario e traduttore italiano.

## Biografia
Nato da Francesco e da Domenica Arena.
Adolescente studiò letteratura con Vincenzo Amore e filosofia con Giuseppe Crisafulli Trimarchi, ma, da vero autodidatta, s'impegnò da solo allo studio delle lingue straniere, e riuscì a conoscerle perfettamente nella grafia e nella fonetica.
Nel 1860 seguì Garibaldi, arruolandosi nel corpo dei Cacciatori del Faro.
Suo primo lavoro letterario fu un opuscolo in versi francesi; La Voir, pubblicato a Messina nel 1862.
Un anno viaggiò per l'Europa visitando la Francia, la Spagna, l'Inghilterra, Malta, conoscendo importanti letterati, fra cui Victor Hugo, che lo prese in simpatia. Nel febbraio del 1863 Cannizzaro conobbe Adèle Hugo, figlia del grande scrittore francese: la chiese in moglie una prima volta il 4 maggio 1863 e una seconda volta il 2 giugno 1863. Entrambe le volte ottenne un rifiuto. Compì un altro viaggio nel 1888.
Storico, poeta, critico di alto valore, il suo nome si trova tra i soci dell'Accademia di Francia, della Philosophical Society di Filadelfia, dell'Accademia di Coimbra, di quella di S. Luca di Roma, dell'Accademia Peloritana dei Pericolanti e di altre.
Molta è la produzione letteraria sia di lavori originali, sia di traduzioni in lingua francese, spagnuola, portoghese, inglese, tedesca, svedese, boema, americana, magiara.
Nel 1884 un editore boemo, il Prof. Jaroslav Vrchlický, raccolse molte poesie di Cannizzaro in un volume, col titolo Výbor básní –Tom. Cannizzaro  (Praga 1884).
Inoltre tradusse in siciliano la Divina Commedia di Dante Alighieri, che pubblicò nel 1904.

## Opere
- Ore segrete, Messina, 1862.
- In solitudine carmina, due volumi, 1876, 1880.
- Foglie morte, 1882.
- In solitudine, versi sciolti. Milano, Brigola, 1883.
- Épines et Roses, 1884.
- Cianfrusaglie, 1884.
- Tramonti, 1892.
- Uragani, 1892.
- Gouttes d'Ame, 1892.
- Cinis, 1894.
- Quies, 1896.
- Vox Rerum, 1900.
- Il lamento di Lisabetta da Messina e la leggenda del vaso di basilico, Catania, Battiato, 1902.
- Lettera al prof. Alessandro D'Ancona dell'Università di Pisa, Messina, Tipografia dei tribunali, 1903

Per la stampa
Canti popolari della provincia di Messina (oltre a 3000) con prefazione e note illustrative.
- Eundo, nuovi versi.
- Antelucane, 1000 e più sonetti inediti.
- Dernières Étoiles, nouveaux vers francais
- Pensieri, Natura, Vita, Società, Amore e donne, Arte e Poesia, Varia.
- Della natura o di quel che non è - Saggio filosofico

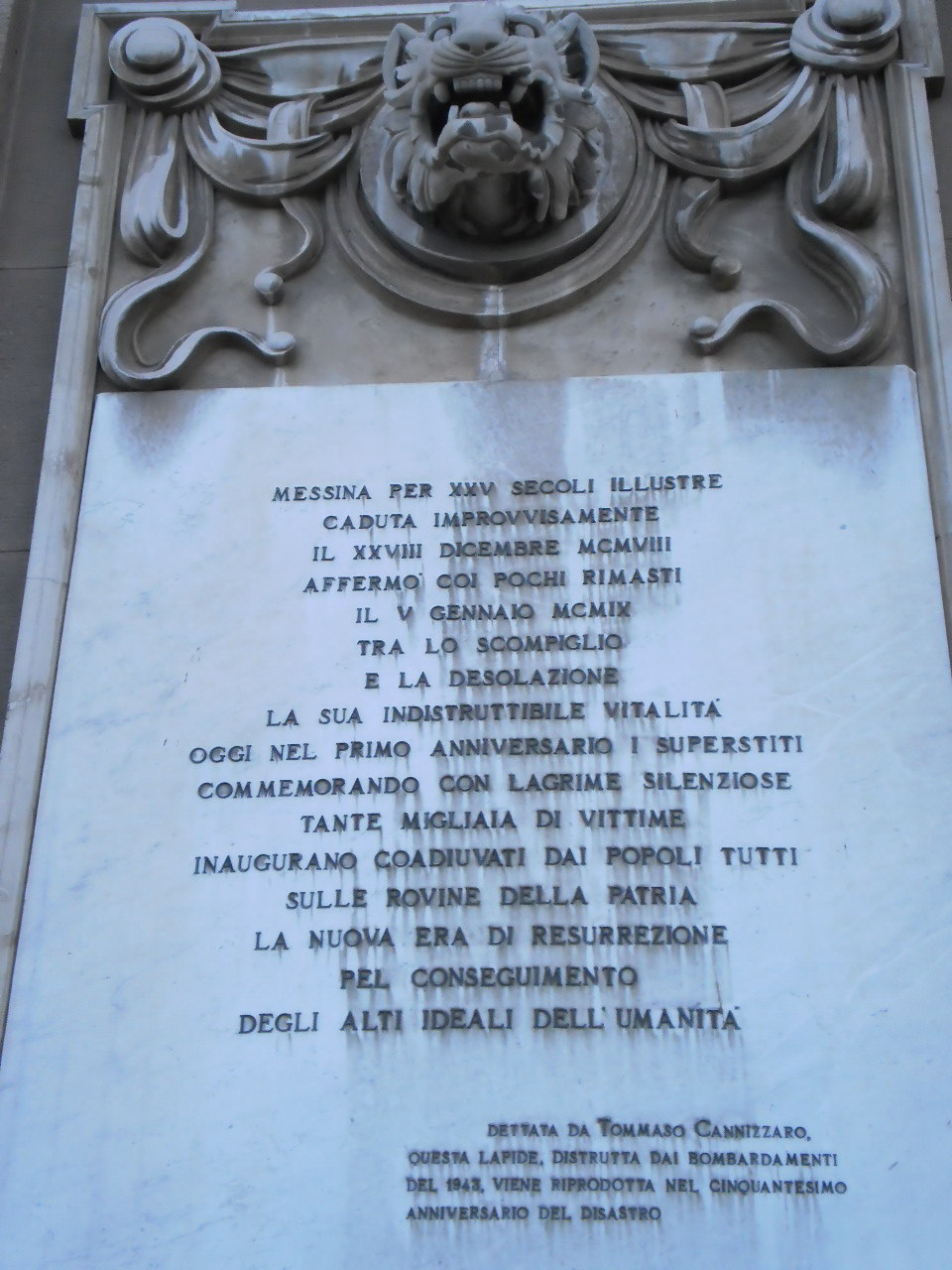
Lapide dettata da Tommaso Cannizzaro

## Traduzioni
- La mia Visita a E. Sanson boia di Parigi (dal francese di E. Marquand), Catania, 1879.
- Fiori d'Oltralpe da varie lingue antiche e moderne. Messina, 1884.
- Fiori d'Oltralpe, II serie, 1893.
- Sonetti completi di Arthero de Quental (dal portoghese in collaborazione con G. Zuppone Strani), 1898.
- Carlos de Lemos. Georgica, versione italiana, dal portoghese, 1899.
- Dalle Folhas Caidas di Almeida Garrett, versione italiana dal portoghese, 1899.
- Le orientali ed altre poesie. V. Hugo Catania, Battiato, 1902.
- La Commedia di Dante Alighieri, Prima traduzione in dialetto siciliano, Messina, G. Principato, 1904.
- Cinquanta sonetti di L. Camoens tradotti dal portoghese, in seguito allo studio del Prof. A. Padula. «Camoens Petrarchista» Napoli, 1904.
- Il Gran Marchese, traduzione dal portoghese di Macedo Papanca Conte di Monserraz con proemio e note del prof. A. Padula. Napoli, 1905.
- Il Poema del Cid, traduzione dal vecchio castigliano. Catania, 1907.
- Hávamál, poema tradotto dall'Edda Antica (nella « Nuova Rassegna di Lett. Moderne ». Firenze, 1907.

Traduzioni inedite:
- Il Canzoniere di Mirza Schaffy dal tedesco di F. Bodenstedt, con riproduzione della metrica dell'originale).
- I Semplici, dal portoghese di Guerra Junqueiro.
- I Sonetti di Luigi Camoens (circa 500) tradotti dal portoghese per la prima volta.
- I Sonetti Completi ed altre poesie di Anthero de Quental (traduzione di unica mano e per metà inedita).
- Fiore d'Oltralpe, terza serie, traduzioni poetiche da varie lingue europee.
- Tre muse esotiche in Francia. M.lle H. Vacaresco. M.e Lucy de Montgommery e M.e Lucile Ktzo, traduzione dal Francese.
- Le quartine di Omar Khayyàm secondo il più antico MS. esistente in Oxford e secondo la lezione di E. Heron-Allen.
- I Poemi mitici dell'Edda Antica per la prima volta tradotti in Italiano dal vecchio islandese.
- Mitologia Norrena dall'inglese di E. Rasmus Anderson.